# Championnat de Jordanie de football 1998
Navigation
Saison précédente Saison suivante
La saison 1998 du Championnat de Jordanie de football est la cinquantième édition du championnat de première division en Jordanie. La compétition est disputée sous forme de poule unique où les dix meilleurs clubs du pays s'affrontent deux fois au cours de la saison, à domicile et à l'extérieur. En fin de saison, les deux derniers du classement sont relégués et remplacés par les deux meilleurs clubs de deuxième division.
Pour une raison indéterminée, le championnat n'a pas pu aller jusqu'à son terme. Il est arrêté à la fin du mois d'octobre, avec un classement provisoire où Al-Weehdat Club et Al Faisaly Club ont une très large avance sur leurs poursuivants. Par conséquent, il n'y a pas de relégation et la saison suivante compte douze clubs, avec les deux équipes promues de deuxième division.

## Les clubs participants
| - Al-Weehdat Club - Al Ramtha SC - Al Hussein Irbid - Al-Ahli Amman - Al Arabi Irbid - Promu de D2 | - Al Jazira Amman - Al-Faisaly Club - Kfarsoum SC - Promu de D2 - Al-Qadisiya SC - Shabab Al Hussein |

## Compétition

### Classement
Le barème utilisé pour établir le classement est le suivant :
- Victoire : 3 points
- Match nul : 1 point
- Défaite : 0 point

| Rang | Équipe            | Pts | J  | G  | N | P | Bp | Bc | Diff |
| ---- | ----------------- | --- | -- | -- | - | - | -- | -- | ---- |
| 1    | Al-Weehdat ClubT  | 34  | 13 | 11 | 1 | 1 | 33 | 10 | +23  |
| 2    | Al Faisaly ClubC  | 33  | 12 | 11 | 0 | 1 | 34 | 6  | +28  |
| 3    | Al Ramtha SC      | 19  | 13 | 5  | 4 | 4 | 17 | 15 | +2   |
| 4    | Al Hussein Irbid  | 18  | 13 | 5  | 3 | 5 | 10 | 8  | +2   |
| 5    | Al-Qadisiya SC    | 14  | 12 | 4  | 4 | 4 | 17 | 18 | -1   |
| 6    | Shabab Al-Hussein | 13  | 13 | 3  | 4 | 5 | 14 | 22 | -8   |
| 7    | Al Arabi IrbidP   | 13  | 13 | 3  | 4 | 6 | 15 | 24 | -9   |
| 8    | Kfarsoum SCP      | 11  | 13 | 2  | 5 | 6 | 12 | 25 | -13  |
| 9    | Al-Ahli Amman     | 9   | 13 | 2  | 3 | 8 | 9  | 21 | -12  |
| 10   | Al Jazira Amman   | 9   | 13 | 2  | 3 | 8 | 7  | 19 | -12  |

|  | T : Tenant du titre C : Vainqueur de la Coupe de Jordanie P : Promu de deuxième division |

## Bilan de la saison
| Championnat de Jordanie de football 1998   |                  |
| Champion                                   | Aucun (Xe titre) |
| Coupes et trophées                         |                  |
| Vainqueur de la Coupe de Jordanie 1998     | Al Faisaly Club  |
| Qualifications continentales               |                  |
| Coupe d'Asie des clubs champions 1999-2000 | Aucun            |
| Coupe des Coupes 1999-2000                 | Aucun            |
| Promotions et relégations                  |                  |
| Promus en première division                | Al Torra         |
| Promus en première division                | Al Buqa'a        |
| Relégués en deuxième division              | Aucun            |